# Gluck-Festspiele
Die Gluck-Festspiele (Eigenschreibweise GLUCK FESTSPIELE) sind ein alle zwei Jahre stattfindendes Musikfestival in der Metropolregion Nürnberg. Die Festspiele werden von der Internationale Gluck-Festspiele gGmbH veranstaltet. Die Europäische Metropolregion Nürnberg ist Kooperationspartner.
Im Zentrum der Festspiele steht das Werk des bei Berching in der Oberpfalz geborenen Komponisten Christoph Willibald Gluck, aber auch das seiner Vorgänger (z. B. Monteverdi) und Nachfolger (u. a. Mozart, Beethoven und Wagner).

## Künstlerische Leitung
Seit Oktober 2019 ist der Dirigent Michael Hofstetter Intendant der Festspiele und Geschäftsführer der Internationalen Gluck-Festspiele gGmbH.
Hofstetter folgte auf Rainer Mennicken, der die Leitung im Jahr 2017 übernommen hatte. Von 2013 bis 2017 waren Axel Baisch als Intendant und Christian Baier als künstlerischer Direktor für die Festspiele verantwortlich.
Vor dem Jahr 2013 wurden die Internationalen Gluck-Festspiele unter dem Dach des Staatstheaters Nürnberg veranstaltet, bis 2008 unter der Leitung des Generalintendanten Wulf Konold, bis 2012 unter Leitung von Peter Theiler.

## Geschichte
2005 wurden die Internationalen Gluck-Festspiele von Wulf Konold, dem damaligen Intendanten des Nürnberger Theaters, und Axel Baisch, dem damaligen Geschäftsführer mit Unterstützung der Nürnberger Versicherung gegründet. In den Jahren 2008, 2010 und 2012 wurden die Festspiele vom Staatstheater Nürnberg durchgeführt. 2013 wurde die Internationale Gluck Opern Festspiel GmbH (seit 2015 als gGmbH anerkannt) als Veranstalterin der neu konstituierten und organisierten Festspiele gegründet, die 2014 die ersten Festspiele durchführte. 2020 wurde der Name der gGmbH in Internationale Gluck-Festspiele gGmbH geändert. Alleingesellschafterin der gGmbH ist die Internationale Gluck-Gesellschaft e. V. Ebenfalls 2019 gründete sich der Förderverein der Gluck-Festspiele e. V.
2021 fand aufgrund der Sars-CoV2-Pandemie ein verkürztes Festival vom 16. bis zum 19. September statt. Spielorte waren Fürth, Neumarkt, Amberg, Berching, Castell und Lehrberg.[6] Im Jahr 2022 fanden von 28. April bis 15. Mai die regulären Festspiele statt.

### Künstler (Auswahl)
- 2005: Ann Murray, Olivier Tambosi, Howard Arman, Philippe Auguin, Inbal Pinto, Avshallom Pollack, Claus Guth, Helen Malkowsky
- 2008: Marina Prudenskaya, Reinhard Goebel, Bruno Weil, Bruno Klimek, Guido Johannes Rumstadt, Olivier Tambosi, Michael Hofstetter, Michi Gaigg, Wulf Konold, Alexander Liebreich
- 2010: Véronique Gens, Marc Minkowski, Anne Sofie von Otter, Antoine Tamestit, Mireille Delunsch, Claus Guth
- 2012: Ottavio Dantone, Andreas Baesler, Goya Montero, Marcus Bosch, Václav Luks, Adriana Kučerová, Manfred Jung, Vivica Genaux
- 2014: Philippe Auguin, Anna Dennis, Michi Gaigg, Manfred Jung, Sebastian Hirn, Roland Kluttig, Wolfgang Katschner, Christiane Oelze, Attila Pasztor, Gerhild Romberger, Andreas Spering, Wang Xinpeng
- 2016: Aris Argiris, Daniel Behle, Jiří Bubeníček, Valer Sabadus, Michi Gaigg, Elīna Garanča, Michael Hofstetter, Cathy Marston, Christoph Spering
- 2019: Philippe Jaroussky, Mauro Peter, Valer Sabadus, Anna Kasyan, Francesca Lombardi Mazzulli, Samuel Mariño, Terry Wey, Max Emanuel Cenčić, Sonia Prina, Michael Hofstetter, Dominique Horwitz
- 2022: Bo Skovhus, Stefan Vladar, Danae Kontora, Samuel Mariño, Anna Kasyan, Khanysio Gwenxane, Aco Biscevic, Michael Hofstetter, Vanessa Waldhart

#### Ensembles
Eine Auswahl der Ensembles, die seit der Gründung im Jahr 2005 bei den Internationalen Gluck-Festspielen aufgetreten sind:
Les Musiciens du Louvre, Le Concert Spirituel, Accademia Bizantina, Concerto Köln, Vocalconsort Berlin, Händelfestspielorchester Halle, recreationBarock, L’Orfeo Barockorchester, Lautten Compagney Berlin, Collegium 1704, Staatsphilharmonie Nürnberg (Nürnberger Philharmoniker), Hessisches Staatsorchester, Orchester der Ludwigsburger Schlossfestspiele, Münchener Kammerorchester, Philharmonisches Orchester Landestheater Coburg, Philharmonisches Orchester Würzburg, Prager Philharmoniker, Pocket Opera Company, Akademie für Alte Musik Berlin.

### Aufführungsorte
2014, zum 300. Geburtstag von Christoph Willibald Gluck, standen die Festspiele unter dem Motto „ReFORM und ReVISION“ und gingen mit Aufführungen in Berching, Erlangen, Coburg, Freystadt und Fürth über die Grenzen Nürnbergs hinaus. 2016 spannten die Festspiele „ZEITkultur / STREITkultur“ den „Aktionsradius Gluck“ von Nürnberg aus nach Fürth, Würzburg, Erlangen, Amberg, Neumarkt und Ansbach.
Zuletzt gastierten die Festspiele 2022 u. a. in Bayreuth (Markgräfliches Opernhaus), Fürth, Nürnberg, Berching, Lehrberg und Castell.